# Yoselin Miranda
Yóselin Rosa Miranda Pun (14 de diciembre de 1994) es una futbolista peruana que juega como centrocampista para el Club Alianza Lima (Femenino). Ha integrado la selección femenina de fútbol del Perú.

## Trayectoria deportiva
En 2014 jugó en el Real Maracaná de Chosica y de 2015 a 2018 en JC Sport Girls. En 2019 fue contratada por el Club Alianza Lima Femenino, equipo con el que Miranda disputó el histórico primer partido contra Club Universitario de Deportes por vez primera a puertas abiertas.
A nivel internacional Miranda integró la Selección femenina de fútbol del Perú que disputó la Campeonato Sudamericano Femenino Sub-20 de 2014 y la Copa Libertadores Femenina 2015. Está convocada por el director técnico Doriva Bueno con rumbo a la Copa América Femenil 2022.